# بنت جانستون
بنت جانستون (به انگلیسی: Bennett Johnston) سناتور سابق عضو حزب دموکرات ایالات متحده آمریکا بود. وی در سال ۱۹۷۳ تا ۱۹۹۷ میلادی سناتور ایالت لوئیزیانا در سنای ایالات متحده آمریکا بود.